# Moechotypa thoracica
Moechotypa thoracica là một loài bọ cánh cứng trong họ Cerambycidae.